# Вестгројсен
Вестгројсен (њем. Westgreußen) општина је у њемачкој савезној држави Тирингија. Једно је од 50 општинских средишта округа Кифхојзер. Према процјени из 2010. у општини је живјело 413 становника. Посједује регионалну шифру (AGS) 16065079.

## Географски и демографски подаци
Вестгројсен се налази у савезној држави Тирингија у округу Кифхојзер. Општина се налази на надморској висини од 175 метара. Површина општине износи 8,4 km². У самом мјесту је, према процјени из 2010. године, живјело 413 становника. Просјечна густина становништва износи 49 становника/km².